# Cristina Fuentes La Roche
Cristina Fuentes La Roche (Madrid, siglo XX) es una gestora cultural española, directora internacional de Hay Festival. Ha estado involucrada en la creación y dirección de festivales en áreas que incluyen Colombia, España, México, Ucrania, Líbano y Perú. Fue condecorada con la Orden del Imperio Británico por sus contribuciones a la educación y la cultura en América Latina.

## Trayectoria
Se licenció en Administración y Dirección de Empresas por la Universidad Autónoma de Madrid y obtuvo un Máster en Gestión Cultural por el Birkbeck College de Londres.
Al principio de su carrera, Fuentes La Roche trabajó en Londres tres años como directora cultural en Canning House y luego fue Directora de Eventos Nacionales en Arts & Business  durante cinco años. En 2005, comenzó a colaborar con el Hay Festival. En 2006 creó Hay Festival Cartagena de Indias, Colombia, Hay Festival Segovia, España (donde se desempeñó como codirectora), y en 2010, Hay Festival Querétaro en México. Posteriormente trabajó en Hay Festival Beirut, Líbano desde 2011, aunque desde entonces ha sido interrumpido. En 2015 creó el Hay Festival Arequipa, Perú desde 2015. También ha sido responsable de diversos proyectos que buscaban promover jóvenes talentos literarios emergentes. Estos incluyeron Bogotá39 en 2007 y 2017, Beirut39 en 2010 y África39 en 2014 en Port Harcourt, Capital Mundial del Libro de la Unesco. En 2015 dirigió México20, Aarhus39 y en 2020 Europa28.

## Honores
Fuentes La Roche ha reconocida en diversas ocasiones:
- En 2015 se desempeñó como jurado del Independent foreign fiction prize[7]
- Fuentes La Roche recibió en el 2019 una Orden del Imperio Británico por su servicio en la promoción de la cultura y los valores británicos en el mundo de habla hispana.[1]
- En 2020 recogió el Premio Princesa de Asturias de Comunicación y Humanidades, que recayó en el Hay Festival.[8]
- En 2021 se desempeñó como jurado del Premio Alfaguara.[9]